# George Watts
Pour les articles homonymes, voir Watts (homonymie).
 (septembre 2024).
La mise en forme du texte ne suit pas les recommandations de Wikipédia : il faut le « wikifier ».
Les points d'amélioration suivants sont les cas les plus fréquents. Le détail des points à revoir est peut-être précisé sur la page de discussion.
- Les titres sont pré-formatés par le logiciel. Ils ne sont ni en capitales, ni en gras.
- Le texte ne doit pas être écrit en capitales (les noms de famille non plus), ni en gras, ni en italique, ni en « petit »…
- Le gras n'est utilisé que pour surligner le titre de l'article dans l'introduction, une seule fois.
- L'italique est rarement utilisé : mots en langue étrangère, titres d'œuvres, noms de bateaux, etc.
- Les citations ne sont pas en italique mais en corps de texte normal. Elles sont entourées par des guillemets français : « et ».
- Les listes à puces sont à éviter, des paragraphes rédigés étant largement préférés. Les tableaux sont à réserver à la présentation de données structurées (résultats, etc.).
- Les appels de note de bas de page (petits chiffres en exposant, introduits par l'outil «  Source ») sont à placer entre la fin de phrase et le point final[comme ça].
- Les liens internes (vers d'autres articles de Wikipédia) sont à choisir avec parcimonie. Créez des liens vers des articles approfondissant le sujet. Les termes génériques sans rapport avec le sujet sont à éviter, ainsi que les répétitions de liens vers un même terme.
- Les liens externes sont à placer uniquement dans une section « Liens externes », à la fin de l'article. Ces liens sont à choisir avec parcimonie suivant les règles définies. Si un lien sert de source à l'article, son insertion dans le texte est à faire par les notes de bas de page.
- La présentation des références doit suivre les conventions bibliographiques. Il est recommandé d'utiliser les modèles {{Ouvrage}}, {{Chapitre}}, {{Article}}, {{Lien web}} et/ou {{Bibliographie}}. Le mode d'édition visuel peut mettre en forme automatiquement les références.
- Insérer une infobox (cadre d'informations à droite) n'est pas obligatoire pour parachever la mise en page.

Pour une aide détaillée, merci de consulter Aide:Wikification.
Si vous pensez que ces points ont été résolus, vous pouvez retirer ce bandeau et améliorer la mise en forme d'un autre article.

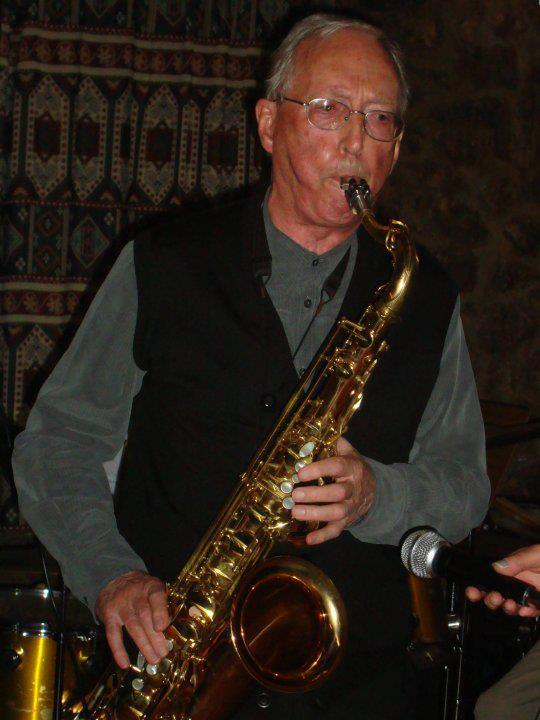

George Ernest Watts est un saxophoniste britannique né le 29 mars 1929 à Wednesbury (Angleterre) et mort le 22 avril 2012 à Calp,.

## Carrière
Au cours de sa carrière, ce grand saxophoniste de jazz britannique a joué et enregistré avec quelques-unes des figures les plus importantes du jazz britannique et américain. Il a notamment enregistré avec Peggy Lee, Tony Bennett, Sarah Vaughan, Cleo Laine, Vic Damone et Mel Tormé. Il a fait des tournées internationales avec Shirley Bassey, Johnny Mathis, Dean Martin, Howard Keel et le Midlands Radio Orchestra pendant 4 ans. 
À son crédit, nous pouvons ajouter des performances avec Ben Webster, Zoot Sims, Gerry Mulligan, Tubby Hayes et la bande de Duncan Lamont, et la bande de la BBC à Londres

## Biographie
À l'âge de sept ans, George Ernest Watts rejoint la chorale de l'église St. John's dans Wednesbury et prend des leçons de violon hebdomadaires à l'école. Progressant très vite, il devient membre d'un orchestre à cordes junior, et donne ses premiers concerts au niveau local. 
La Grande-Bretagne entrant en guerre avec l'Allemagne, George change de professeur de violon et intègre un orchestre de taille. Il participe à des concerts pour les travailleurs, et aussi diverses reprises musicales. 
Son intérêt  pour le jazz débute à l'âge de 12 ans après avoir écouté des compositions de Stephan Grappelli et Django Reinhardt. À l'âge de 14 ans il forme un quatuor pour quelques concerts, y compris pour le spectacle annuel de l'école de danse! 
Il achète son premier saxophone alto ainsi que son livre d'apprentissage pour la somme de cinq shillings. Dans les trois mois il se produit d'abord en concert avec une bande de West Bromwich. 
À l'âge de dix-sept ans, il rejoint le groupe Jack Bradney et a travaillé tous les samedis soir au Club Wednesbury conservateur dance-hall tout en faisant quelques concerts supplémentaires de temps à autre et achète sa première clarinette pour £ 6. 
À dix-huit ans, il est appelé pour le service national et choisit la Central Band de la Royal Air Force à Uxbridge.
Ne voulant pas signer pour 5 ans, il est affecté à la RAF Band régional n° 3 à Stanmore en septembre 1947. En janvier 1949, lorsque l'orchestre est déplacé en Allemagne - officielle RAF band BAOR Première diffusion, depuis les studios de N.W.D.R. à Hambourg (et a rencontré le sergent Cliff Michellmore le même jour!)
Première apparition à la télévision en 1961 avec le Quatuor Jerry Allen sur "Lunch Box" avec Noele Gordon. En 1961, Jerry a commencé un big band, entraîné par John Patrick. La musique, par Basie, Duke Ellington, etc. et certains grands arrangeurs britanniques. 
Accompagné d'amis Lionel Rubin et Ken Inglefield, il crée un nouveau magasin de musique en Birmingham, "Ringway Music". Toujours travaillant avec des groupes de musique locaux, c'est en  1966 qu'il rejoint le Groupe Ian Campbell Folk Group  à la flûte; le remplacement de la meilleure Folk britannique Fiddle-players, Dave Swarbrick, qui a quitté pour rejoindre Fairport Convention. 
Beaucoup d'enregistrement et de télévision s'ensuivront, des concerts mémorables dans des salles tel que le Albert Hall  (Full House), le Fairfield Halls, Festival Hall et le Usher Hall d'Edimbourg Festival.
Il laisse Ian Campbell en 1968 et fait son retour en indépendant. 
En 1969, a commencé "The Golden Shot", des studios de VTT B'ham, avec Lionel et Ken. 
Cela a duré quelques années hébergés par Bob Monkhouse, puis Norman Vaughan, puis Charlie Williams. 
L'autre grand spectacle de ces studios était "New Faces". L'orchestre pour les deux spectacles a été réalisé par John Patrick.
1970 - Le Syd Lawrence Glenn Miller Orchestra a commencé à Blackpool, jardins d'hiver - une saison courte, puis une tournée un peu partout dans les îles Britanniques. Un qui ressort, c'est la Royal Command Performance pour la reine mère au Palladium. Il s'agissait d'un groupe important en nombre et de première classe - radio, télévision, enregistrement, etc. Les Dawson "Sez Lez» et aussi «This is your life" spectacle de Teddington pour Thames TV. 
En 1975 Syd téléphone et invite George à rejoindre la bande - invitation acceptée. 
Novembre 1976- Une fois de plus il laisse le Syd Glenn Miller bande, après avoir accepté une invitation à rejoindre la BBC Norrie Paramor de Midland Orchestre de la Radio, basée dans les studios de Pebblemill. 
Il a eu l'occasion de jouer un plus large éventail d'instruments - saxophones, clarinette et clarinette basse, flûte, flûte alto et flûte basse. 
Avec 7 sessions de radio par semaine du lundi au jeudi, plus la radio indépendante et des séances de télévision, tels que "Pebblemill at One» et «Saturday Night at the Mill", ce partenariat durera encore trois ans jusqu'à la mort de Norrie fin 1979. 
George avait fait de la BBC "Come Dancing" depuis le début des années 1980 à Blackpool, ceci continua en changeant de place à Bournemouth en 1991 avec la série finale en 1996, la fin d'une longue relation avec Andy Ross, qui a commencé à Birmingham à la fin des années 1960 et continua au travers des années à Londres par des enregistrements de télévision BAFTA, des représentations dans des hôtels de Londres et des concerts du réveillon du Nouvel an inévitable.
En 1992 il se retire à Calp (Espagne)  ou il se produira avec quelques musiciens locaux tel que Enric Peidro  tout en continuant les tournées jusqu'en 1996 tel que le UK Tour en 1993 avec Johnny Mathis.

## Famille
Épouse (Ann) et ses deux filles Jo et Carrie, et trois petits-enfants, Louise, Charlotte et Evie. 

## Repères Discographiques
- 1967 : New Impressions (Transatlantic TRA 151 LP)
- 1969 : "The Ian Campbell Folk Group with Dave Swarbrick" (MFP Stereo 1349 LP) [6]
- 1970 : “Command Performance, More Music in the Glenn Miller Style“ Syd Lawrence Orchestra (Strawberry Studios) enregistré en présence de la reine mère[7].
- 1971 : “Something Old Something New“ Syd Lawrence Orchestra(Strawberry Studio)
- 1973 : “My Favourite Things“ Syd Lawrence Orchestra (Strawberry Studios)

## Radio et télévision
- de 1974 à 1980 : Midlands Radio Orchestra de la BBC Radio 2
- 1962 : https://www.youtube.com/watch?v=PoIw8O1HxHA&list=UUY1qoXjT6EcvsXh8TfOzqkw